# Rodovia Castelo Branco
A Rodovia Presidente Castello Branco (SP-280, também denominada BR-374 e originalmente chamada de Rodovia do Oeste) é a principal ligação entre a Região Metropolitana de São Paulo e o Centro-Oeste Paulista, iniciando-se no Complexo Viário Heróis de 1932, conhecido popularmente como "Cebolão", no acesso às vias marginais Tietê e Pinheiros, em São Paulo, com término no entroncamento com a SP-225, entre Espirito Santo do Turvo e Santa Cruz do Rio Pardo.

## Histórico
Os primeiros estudos para a construção da rodovia datam de 1953, e, de acordo com o DER-SP, o projeto é de 1961. Destinada a ser a primeira autoestrada brasileira, sua construção teve início em 1963, pelo governador Adhemar Pereira de Barros, e o primeiro trecho, entre São Paulo e Torre de Pedra, foi entregue ao trânsito em 10 de novembro de 1968 pelo então governador Roberto de Abreu Sodré. Adhemar foi criticado na época porque estaria fazendo uma obra cara e desnecessária.
Segundo o jornal Diário Popular, em 1965, a estrada ofereceria "características técnicas somente encontradas nas mais recentes rodovias dos Estados Unidos e Europa Ocidental", como pistas com 10,5 metros de largura, com três faixas cada, canteiro central largo, faixas de acostamento amplas, curvas suaves, rampas com baixa inclinação e acessos sem cruzamento às cidades diretamente servidas pela rodovia. Porém, como o anel viário da Capital, que incluía as avenidas marginais Tietê e Pinheiros (em cuja confluência a rodovia teria início), não estava pronto ou mesmo com previsão de entrega, o jornal Diário da Noite criticou: "Nem mesmo para articulação com a imperial Rodovia do Oeste, o Palácio dos Bandeirantes encontrou ainda solução adequada e rasgou, através de morros e baixadas, a larguíssima estrada tendo início num ponto mais abstrato do que real, de coordenação com um segundo anel rodoviário a ser construído, não se sabe ainda quando."
Teve como primeiro nome Auto Estrada do Oeste e foi popularmente conhecida como Rodovia do Oeste. O nome oficial foi estabelecido pelo decreto número 48 275, de 1967, e constituiu-se em uma homenagem do governador Abreu Sodré ao ex-presidente Humberto de Alencar Castello Branco. Por vezes o nome da rodovia é escrito com duas letras L, todavia o acordo ortográfico vigente é claro quanto à ortografia de nomes de pessoas falecidas e da toponimização desses antropônimos, que devem sempre respeitar as normas vigentes. A filha do militar, Antonieta, descerrou a placa alusiva à inauguração, discursando: "Este monumento evoca os governadores que tornaram possível esta obra." Segundo ela, esses governadores seriam Carvalho Pinto ("que idealizou"), Ademar de Barros ("que iniciou") e Abreu Sodré ("que concluiu").
Tem havido manifestações contrárias à homenagem ao militar, um dos líderes do golpe de 1964. Conforme o blog Conversa Afiada, de Paulo Henrique Amorim, o vice-presidente do grupo Tortura Nunca Mais, Marcelo Zelic, propôs, em 2010, a alteração do nome da rodovia para Rodovia Presidente João Goulart, em homenagem ao presidente deposto por forças militares, quando do golpe. Em 15 de março de 2013, durante missa em memória aos quarenta anos do assassinato, pelas forças da repressão, do estudante de Geologia da USP Alexandre Vannuchi Leme, o bispo emérito de São Paulo, D. Angélico Bernardino Sândalo, também propôs a alteração do nome, para "Rodovia Alexandre Vannuchi Leme" (que nasceu em Sorocaba, cidade onde ainda residem seus familiares e que é cortada pela rodovia).
O projeto original previa que a rodovia terminasse na divisa entre São Paulo e Mato Grosso do Sul, nas proximidades de Presidente Epitácio (havia planos de, posteriormente, estender a rodovia em direção ao Paraguai), com 570 quilômetros de extensão). Porém o ultimo trecho da rodovia foi inaugurado em 1982, perto da divisa entre Espírito Santo do Turvo e Santa Cruz do Rio Pardo, a cerca de 325 quilômetros da capital paulista, no acesso à região de Ourinhos e ao norte do Paraná pelas estradas SP-255, SP-225 e SP-327.
Em 2015, o DNIT confirmou estudos para construir mais setenta quilômetros de rodovia até a BR-153, em Lupércio, o que permitiria acesso direto à rodovia a partir de Marília.
Nos últimos anos, grandes empreendimentos vêm surgindo às margens da rodovia, principalmente no trecho entre São Paulo e Sorocaba. Seu potencial comercial e turístico, apoiado por ser a principal rota da capital com o interior paulista (Junto com a Bandeirantes), fez que condomínios, fábricas e empreendimentos turísticos fossem instalados ao longo da rodovia. 

### Cebolão
A integração da estrada, por meio de um complexo viário de pontes sobre os rios Tietê e Pinheiros, com as avenidas marginais, em São Paulo, foi entregue em 9 de julho de 1978. Embora planejado desde 1962, suas obras tiveram início apenas em 1976. Estudo divulgado pelo jornal O Estado de S. Paulo calculava que a obra geraria uma economia anual de 11,5 milhões de dólares em combustíveis, o que equivalia a mais de um terço do custo de construção. "Os reflexos [positivos] da abertura deste conjunto viário far-se-ão sentir até mesmo na Avenida do Estado, a trinta quilômetros de distância, que deverá ter atenuados os seus crônicos congestionamentos", prosseguiu o jornal. A matéria concluía: "Mais do que um grande conjunto viário, o Cebolão é o símbolo do que deveria ser uma sadia rotina — a continuidade administrativa — e exemplo de coordenação entre diferentes níveis de poder."
Apesar de todos esses elogios, o início do funcionamento foi confuso, devido à sinalização quase inexistente, à falta de policiamento e ao congestionamento que acabou se formando no acesso a outra rodovia próxima, a Anhanguera. Uma das placas ficava quase em cima do acesso, o que provocou confusão em diversos motoristas. Com o acesso mais fácil para quem vinha da Castello Branco e buscava a Anhanguera, as imediações da ponte de acesso à rodovia ficaram congestionadas, assim como o acesso provisório da Marginal Pinheiros para a Marginal Tietê, devido a um cruzamento de nível com a Linha Oeste da Fepasa. No total, passaram cerca de 140 mil veículos pelas 21 faixas do Cebolão em seu primeiro dia de operação.

### Marginal
A marginal entre São Paulo e Alphaville começou a ser construída em 2000 e foi entregue no início de 2001. O primeiro trecho entregue foi o do sentido Alphaville-capital, cuja inauguração, em 25 de janeiro, com as presenças do então governador Mário Covas e do governador interino Geraldo Alckmin, causou um protesto de várias pessoas carregando faixas de protesto, apitos e narizes de palhaço. "Quem quer pagar paga, quem não quer pagar não paga", disse Covas em discurso, elevando o braço esquerdo com a mão fechada em direção aos manifestantes. "Passou naquela guarita, vai ter que morrer no dinheiro. Todo mundo pode escolher alternativa para não passar por ali. Não quer pagar, não paga. Pega a estrada e vai dando a volta."

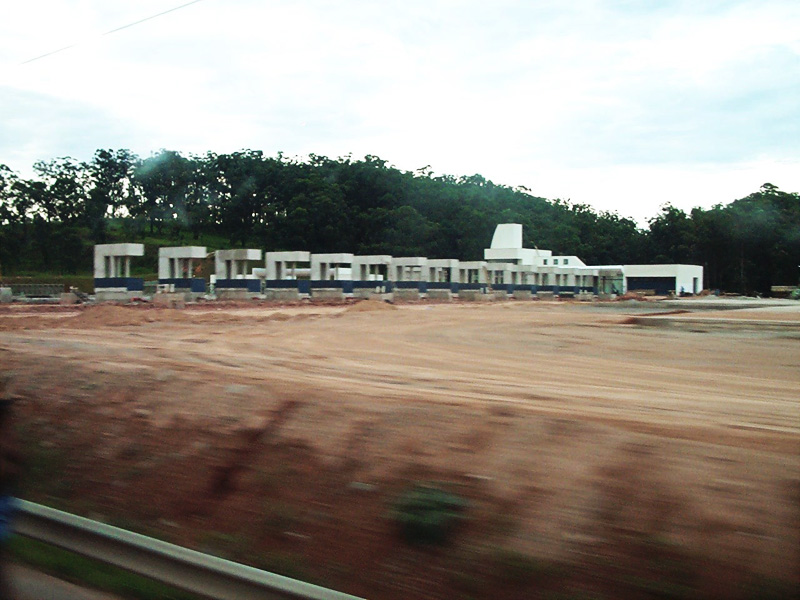
Construção do pedágio da marginal pedagiada no sentido interior.

A cobrança de pedágio de 3,50 reais na pista a partir da zero hora de 12 de fevereiro de 2001 fez com que muitos a boicotassem, já que os acessos de Carapicuíba e de Alphaville à pista central, que não tinha pedágios, foram fechados pela concessionária Viaoeste. A saída da pista central para Alphaville no outro sentido (interior) tinha sido fechada em 10 de fevereiro. No primeiro dia de cobrança, pessoas contrárias à cobrança postaram-se nos principais acessos à marginal em Alphaville, Tamboré, Carapicuíba e Barueri e incentivavam, com as mãos, que os motoristas usassem os desvios. O boicote fez com que o movimento no primeiro dia de cobrança fosse apenas a metade dos dezoito mil esperados pela Viaoeste. Durante a madrugada, um motorista passou por uma das cabines em alta velocidade, ainda arrebentou uma das cancelas ao passar sem pagar e não foi multado porque as câmeras da praça não estavam operando.
Para conseguir chegar à pista central, era necessário dar a volta por Barueri, o que adicionava no mínimo dois quilômetros ao trajeto, com trânsito. O fechamento gerou protestos em Carapicuíba. "Levamos vinte anos para conseguir chegar à Castello, e a empresa [Viaoeste] nos tira esse direito", reclamou o presidente da Associação Comercial e Industrial de Carapicuíba ao jornal O Estado de S. Paulo em março de 2001.
A legalidade do pedágio foi questionada na Justiça desde antes de as novas pistas ficarem prontas, por causa do bloqueio dos acessos e de alegadas irregularidades, causa que foi ganha em primeira instância e passou a tramitar nos tribunais superiores de Brasília depois de o Tribunal de Justiça reverter a decisão. Uma das irregularidades estaria no valor inicialmente cobrado no pedágio, pois as referências de cálculo, de acordo com o edital de licitação, seriam os valores de 0,030882 reais, 0,0432365 reais e 0,049411 por quilômetro de estrada, o que daria um valor muito menor do que os 3,50 reais cobrados nos dez quilômetros da marginal. "A Viaoeste terá lucro em apenas três anos, mas o contrato com o estado é de vinte", explicou um dos líderes comunitário de Alphaville, também ao Estado em março de 2001.
Por causa de toda essa polêmica e do boicote de diversos motoristas, a pista central permaneceu congestionada depois da inauguração da primeira pista da marginal. "Isso porque, enquanto a Viaoeste esperava um público de 45 mil pessoas diariamente, apenas oito mil estão passando pelas marginais", analisou o presidente da entidade que coordenava a Comissão de Estudos da Rodovia Castello Branco à época. "O restante continua usando a Castello." A empresa respondia dizendo que estava cumprindo o contrato estipulado com o governo do estado. O governo até aumentou em quatro anos e nove meses o período de concessão à empresa como "necessidade de reequilíbrio financeiro" em dezembro de 2006.

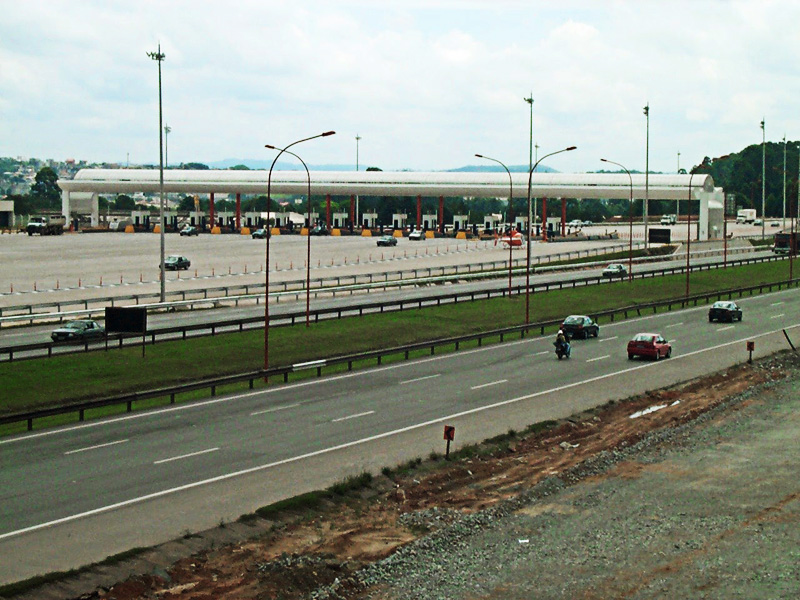
Pedágio da marginal pedagiada no sentido capital, pouco antes de entrar em operação.

O valor dos pedágios já havia subido para 6,50 reais quando a concessionária começou a construir novas cabines de pedágio na pista central, ao lado das cabines da marginal, que foram inauguradas em 16 de janeiro de 2010. A tarifa, entretanto, foi reduzida em ambas as praças para 2,80 reais, metade do valor (5,60 reais) de quando o projeto fora aprovado. A justificativa do órgão regulador das concessões foi que seria uma maneira de compensar a CCR pelas reformas que a empresa fez no acesso à Marginal Tietê, incluindo a construção de uma nova ponte. O valor cobrado na praça do quilômetro 33 da rodovia também foi reduzido a partir do mesmo dia, de 11,20 reais para 5,60 reais. A Viaoeste ainda aproveitou a reforma para transferir os acessos ao Rodoanel Mário Covas para depois das praças de pedágio, efetivamente obrigando quem o tivesse como destino em ambos os sentidos a passar pelas cabines. A Viaoeste alegou que, se deixasse as alças originais de acesso ao Rodoanel abertas, o pedágio teria de subir para cinco reais e que o governo estadual teria optado por "mais gente pagando para que todos pagassem menos".
No primeiro dia útil do novo pedágio foi feita uma passeata organizada por entidades sindicais e lideranças da região, que panfletou contra o pedágio por uma hora e incentivou os motoristas a passarem sem pagar, o que foi feito por alguns, que passaram direto pelas cancelas do sistema de cobrança automático. Especialistas ouvidos pelo Jornal da Tarde observaram que a cobrança poderia ter reflexos no trânsito da Marginal Tietê, pois ela seria uma das alternativas para fugir da cobrança. A Artesp, agência reguladora dos transportes de São Paulo, informou não ver problemas nas obras executadas. O novo valor também iria ser questionado na Justiça pelo Ministério Público, que alegava ser de 1,70 real o valor ideal. Para o MP, pelo tipo de concessão a cobrança deveria ser de 0,142547 real por quilômetro e, por ter a concessão 169 quilômetros com oito praças de pedágio, a cobrança não estaria diluída, mas concentrada apenas no trecho inicial.
No mês seguinte a primeira Vara da Fazenda Pública de Osasco concedeu liminar solicitada pelo Ministério Público para baixar o pedágio para 1,70 real em Osasco e 1,90 real em Barueri, valores baseados no cálculo por quilômetro, mas a ViaOeste não mudou os valores, alegando que não havia sido notificada, e o governo do estado anunciou que iria recorrer da decisão.

### Problemas
Na saída para um fim de semana prolongado em 2014, que envolveu a Sexta-Feira Santa e o Dia de Tiradentes, a rodovia registrou um congestionamento de 114 quilômetros, devido ao excesso de veículos e ao estreitamento de pista na altura do quilômetro 79.

## Características

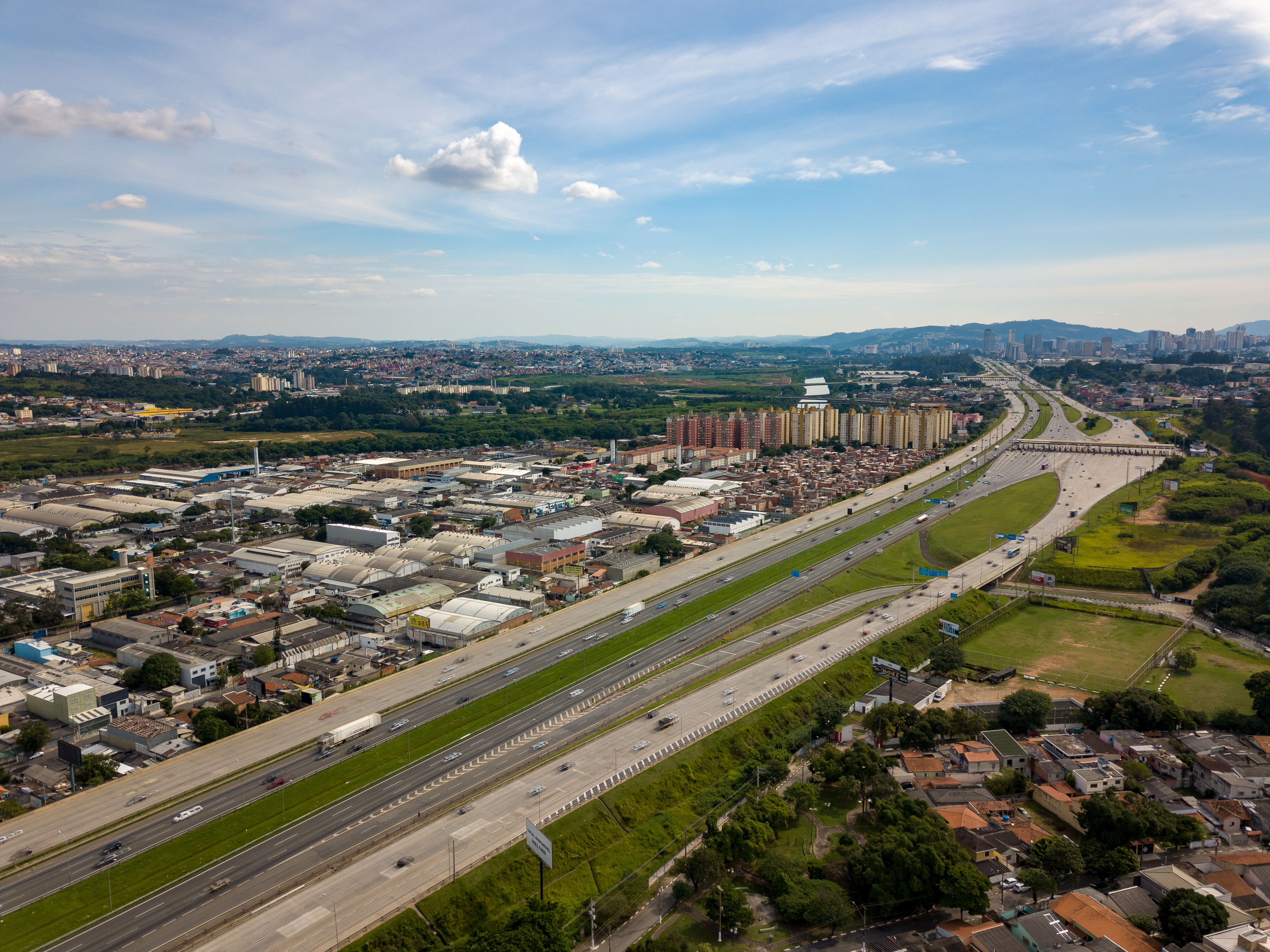
Trecho da Rodovia Castello Branco em Osasco

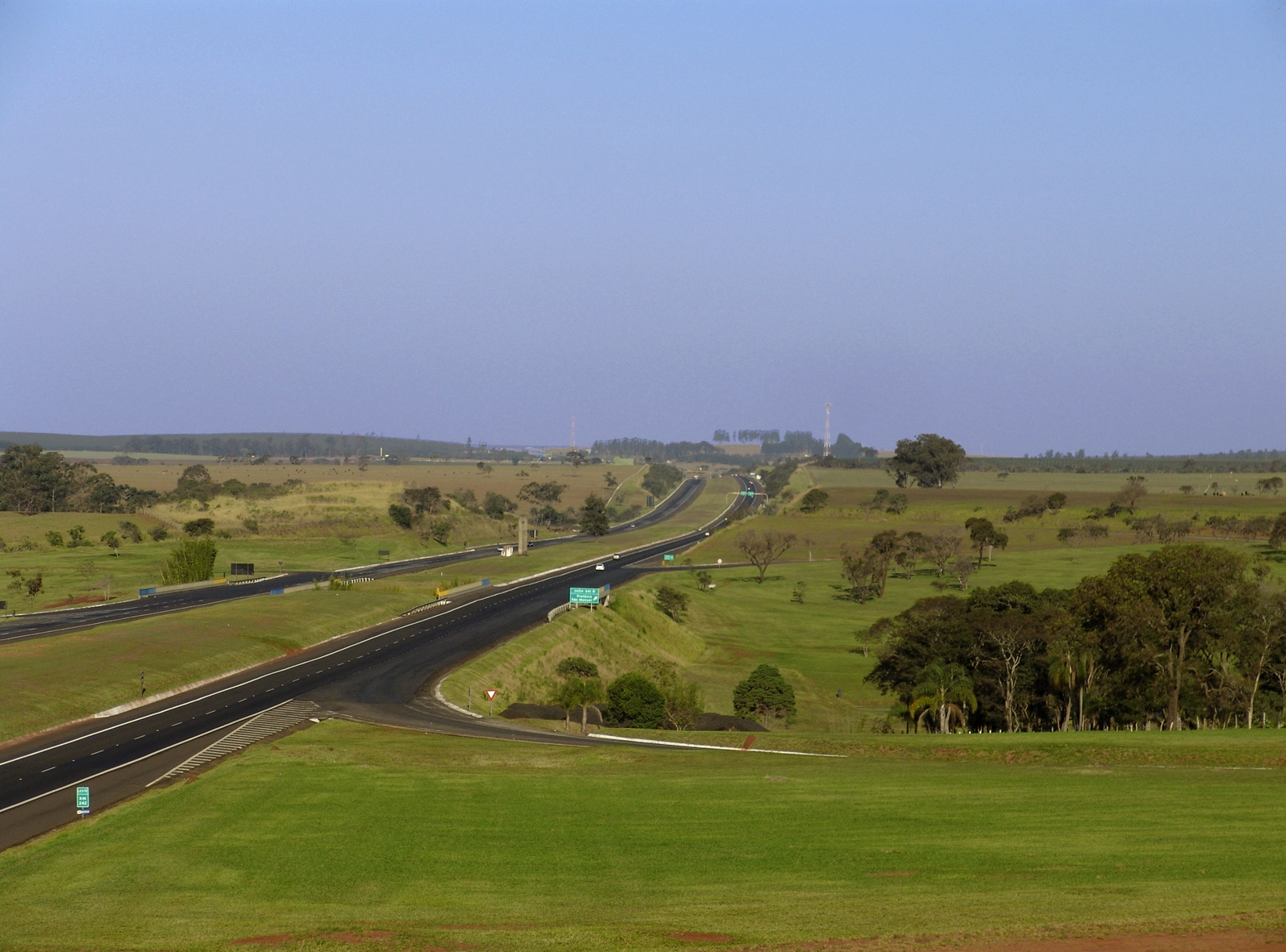
Trevo da rodovia (km 241) no cruzamento com a SP-255

O governo de São Paulo, na administração Orestes Quércia, tinha o projeto de expandir a rodovia até Quatá, a cerca de quinhentos quilômetros da capital, nas proximidades de Rancharia, numa primeira etapa de prolongamento da rodovia até a divisa com o Mato Grosso do Sul, mas, com a entrega da rodovia à exploração privada em 1998, a ideia de prolongamento foi arquivada pelo seu alto custo.[carece de fontes?] Com a concessão, a Castello passou a ser administrada pelas concessionárias Viaoeste, Rodovias das Colinas e SPVias.
Possui tráfego intenso no trecho entre a divisa de São Paulo com Osasco e Barueri, sendo a principal ligação viária entre a capital e a região oeste da Grande São Paulo. Neste trecho, o tráfego é aliviado pela existência de pistas marginais construídas em 2001. Tráfego intenso também ocorre entre as Regiões Metropolitanas de São Paulo e Sorocaba. No restante do trajeto, a rodovia é a principal artéria do Oeste Paulista e serve de acesso à Rodovia Marechal Rondon, que completa a ligação entre São Paulo e o Centro-Oeste. O volume de veículos na rodovia em 2011 era de cerca de 290 mil por dia.
No trecho entre São Paulo e o acesso a Alphaville, em Barueri, conta com quatro faixas de rolamento em cada sentido, com marginais também com quatro faixas, totalizando oito em cada sentido. Entre o acesso a Alphaville e o entroncamento com a SP-75 (Rodovia Senador José Ermírio de Moraes), são três faixas de rolamento em cada sentido. Já no trecho entre o entroncamento com a SP-75 e o fim da rodovia no entroncamento com a SP-225, em Santa Cruz do Rio Pardo, são duas faixas de rolamento em cada sentido.

## Sistema Castello–Raposo
Junto com a Rodovia Raposo Tavares (SP-270), liga a capital paulista ao interior oeste do estado, no chamado Sistema Castello-Raposo. Também permite acesso às regiões Centro-Oeste e Norte do Brasil e países vizinhos (Bolívia e Peru) pela interligação com a Rodovia Marechal Rondon (SP-300), feita pela Rodovia João Hypólito Martins (SP-209), que liga a Castello à cidade de Botucatu. A Castello também é uma rota para a região Sul do país (oeste do Paraná) e países como Paraguai e Argentina.
A concessionária CCR ViaOeste estima que cerca de cem mil veículos realizem o deslocamento pelo Sistema Castello–Raposo diariamente. A operação é monitorada pelas 78 câmeras ligadas ao Centro de Controle Operacional (CCO) da concessionária e também pelo Centro de Controle Integrado (CCI) da Artesp.

### Acessos à Rodovia Raposo Tavares
- SP-21: Rodoanel Mario Covas (Osasco)
- SP-29: Rodovia Coronel PM Nelson Tranchesi (Estrada da Roselândia) (Itapevi)
- SP-75: Rodovia Senador José Ermírio de Moraes (Sorocaba)
- SP-129: Rodovia Vicente Palma (Boituva)
- SP-127: Rodovia Antonio Romano Schincariol (Tatuí)
- SP-157: Rodovia Aristides da Costa Barros (Itapetininga)
- SP-255: Rodovia João Mellão (Itaí)
- SP-261: Rodovia Osni Mateus (Cerqueira César)
- SP-225: Rodovia Engenheiro João Baptista Cabral Rennó (Santa Cruz do Rio Pardo / Ipaussu)

## Trajeto
O trajeto da Rodovia Castello Branco cruza os seguintes municípios, todos no estado de São Paulo. Os municípios em itálico não possuem acesso direto com a rodovia.
| São Paulo | Osasco   | Barueri     | Itapevi | Santana de Parnaíba | Araçariguama  | São Roque              | Mairinque               |
| Itu       | Sorocaba | Porto Feliz | Boituva | Tatuí               | Cesário Lange | Quadra                 | Porangaba               |
| Bofete    | Pardinho | Itatinga    | Avaré   | Cerqueira César     | Iaras         | Águas de Santa Bárbara | Santa Cruz do Rio Pardo |

## Relato descritivo rodoviário
- km 13,5 - Acesso ao Complexo Viário Heróis de 1932 (via Marginal Tietê e Marginal Pinheiros)
- km 13,7 - Início da rodovia (administração da Viaoeste).
- km 16 - Acesso a Osasco
- km 17 - Acesso à pista marginal
- km 18 - Acesso a Osasco via Helena Maria
- km 18 - Pedágio (pista marginal e expressa)
- km 18,5 - Acesso ao Rodoanel Mário Covas (Raposo Tavares, Régis Bittencourt, Imigrantes, Anchieta, Ayrton Senna e Dutra).
- km 20 - Acesso ao Rodoanel Mário Covas (Anhanguera e Bandeirantes somente via marginal)
- km 22 - Acesso a Carapicuíba (somente via marginal)
- km 23 - Acesso a Alphaville e Tamboré (somente via marginal)
- km 23B - Retorno - Marginal Pinheiros e somente via marginal
- km 24,2 - Posto de Polícia Rodoviária
- km 24 - SAU (Serviço de Atendimento ao Usuário)
- km 26 - Acesso a Barueri e Santana de Parnaíba
- km 29 - Acesso a Barueri (Jardim Belval)
- km 30 - Acesso a Barueri - Jardim Belval e Arena Barueri
- km 32 - Acesso a Itapevi, Jandira e Aldeia da Serra - Retorno (rodovia SP-29)
- km 34 - Pedágio
- km 41 - Posto da Polícia Rodoviária
- km 50 - Acesso a Araçariguama
- km 51 - Saída para Chácara Dora e Estrada Imperial (Araçariguama)
- km 54 - Acesso a São Roque, Distrito Industrial, Mairinque (via Acesso Pref. Livo Tagliassachi)
- km 57,7 - Acesso a área de descanso (apenas para caminhões)
- km 62 - Saída para São Paulo Catarina Aeroporto Executivo Internacional (apenas sentido capital)
- km 69 - Acesso a Mairinque, Dona Catarina
- km 74 - Pedágio
- km 78 - Saída para Sorocaba (14 km) via Rodovia José Ermírio de Moraes (Castelinho, SP-075); Itu (18 km), Salto (25 km), Campinas (66 km) e Piracicaba (90 km) via Rodovia Dep. Archimedes Lammoglia (SP-075)
- km 79 - Fim do trecho administrado pela Viaoeste, início do trecho administrado pela Rodovias das Colinas
- km 80 - Saída para Sorocaba (13 km), Votorantim (20 km), Itu (20 km) via Rodovia Waldomiro Corrêa de Camargo (SP-079)
- km 99 - Acesso para Sorocaba (19 km), Porto Feliz (13 km), Tietê (41 km) via SP-097
- km 104 - SAU (Serviço de Atendimento ao Usuário)
- km 111 - Acesso a Boituva via Bairro do Pinhal
- km 111,5 - Pedágio
- km 116 - Acesso a Iperó e Boituva
- km 122 - Acesso a Boituva e Tatuí (15 km) via SP-129
- km 129 - Fim do trecho administrado pela Rodovia das Colinas e início do trecho administrado pela SPVias; Polícia Militar Rodoviária
- km 129A - Saída para Cerquilho (15 km), Tietê (20 km), Tatuí (9 km) e Laranjal Paulista (40 km) via Rodovia Antônio Romano Schincariol (SP-127)
- km 129B - Saída para Tatuí (11 km) e Itapetininga (50 km) via Rodovia Antônio Romano Schincariol (SP-127)
- km 143 - Acesso a Cesário Lange; saída para Tatuí (9 km) via Rodovia Mário Batista Mori (SP-141), Pereiras (25 km) e Conchas (32 km) via Rodovia Floriano de Camargo Barros (SP-143)
- km 155 - Acesso a Quadra (7 km)
- km 157 - Acesso a Quadra (7 km)
- km 158 - Pedágio de Quadra
- km 162 - Saída para Porangaba (6 km) e Guareí (19 km) via SP-157
- km 167 - Acesso a Torre de Pedra (4 km)
- km 183 - Acesso a Bofete (9 km) via Rodovia Lázaro Cordeiro de Campos (SP-147)
- km 193 - Acesso a Pardinho (5 km)
- km 205 - Viaduto km 205,892 ao 206,153 acesso ao município de Itatinga  - Fonte DER/SP
- km 206 - Viaduto km 206,523 acesso ao município de Pardinho - Fonte DER/SP
- km 208 - Pedágio
- km 210 - Saída para Rodovia João Hypólito Martins (SP-209), acesso a Rodovia Marechal Rondon (SP-300), Botucatu (21 km), Bauru (110 km) e Araçatuba (300 km)
- km 216 - Acesso a Itatinga (5 km)
- km 229,2 - Acesso ao Distrito do Lobo (Itatinga)
- km 241-A - Saída para Rodovia João Mellão (SP-255), Pratânia (24 km), São Manuel (33 km)
- km 241-B - Saída para Rodovia João Mellão (SP-255), Avaré (20 km), Itaí (63 km)
- km 278 - Pedágio
- km 279 - Acesso a Iaras
- km 288 - Acesso a Águas de Santa Bárbara (7 km), Manduri (24 km), Cerqueira César (28 km), Lençóis Paulista (57km - terra) via Rodovia Osni Mateus (SP-261)
- km 292 - Acesso a Domélia (distrito de Agudos) (11 km)
- km 315 - Saída para SP-225, Espírito Santo do Turvo (8 km), Paulistânia (25 km), Cabrália Paulista (38 km), Bauru (71 km), Marília (126 km), Santa Cruz do Rio Pardo (26 km), Ipaussu (44 km) e Ourinhos (55 km). Fim da Rodovia Castello Branco (Santa Cruz do Rio Pardo).

Distância do fim da Castello Branco até:
- Santa Cruz do Rio Pardo: 25 km
- Ourinhos: 55 km
- Assis: 115 km
- Paraguaçu Paulista: 148 km
- Londrina: 216 km
- Presidente Prudente: 240 km
- Santo Anastácio: 270 km
- Presidente Epitácio: 322 km
- Maringá: 330 km
- Campo Grande: 695 km
- Cascavel: 600 km
- Foz do Iguaçu: 740 km

## Localização dos pedágios
| Pedágio | km  | Observação       | Concessionária          | Município | Geocoordenadas              |
| ------- | --- | ---------------- | ----------------------- | --------- | --------------------------- |
| 1A      | 18  | sentido capital  | Ecovias Raposo Castello | Osasco    | 23°30'42.31"S 46°48'04.79"W |
| 1B      | 20  | sentido interior | Ecovias Raposo Castello | Barueri   | 23°30'36.99"S 46°49'02.17"W |
| 2       | 33  | sentido interior | Ecovias Raposo Castello | Itapevi   | 23°31'05.27"S 46°56'26.76"W |
| 3       | 74  | sentido capital  | CCR Sorocabana          | Itu       | 23°24'22.41"S 47°18'06.78"W |
| 4       | 111 | Bidirecional     | Rodovias das Colinas    | Boituva   | 23°18'48.36"S 47°38'37.53"W |
| 5       | 158 | Bidirecional     | SPVias                  | Quadra    | 23°14'45.35"S 48°05'09.52"W |
| 6       | 208 | Bidirecional     | SPVias                  | Itatinga  | 23°04'57.66"S 48°30'53.91"W |
| 7       | 278 | Bidirecional     | SPVias                  | Iaras     | 22°52'30.49"S 49°08'39.47"W |